# Hứa Trinh Thục
Heo Jong-suk (Hangul: 허정숙, hanja: 許貞淑, Hán Việt: Hứa Trinh Thục, 16 tháng 7 năm 1902 - 5 tháng 6 năm 1991) là một nhà cách mạng, nhà hoạt động vì nữ quyền và nhà cộng sản người Triều Tiên. Bút hiệu của bà là Sukayi (수가이 秀嘉伊 Tú Gia Y). Bà ủng hộ việc cởi mở tình dục.

## Tác phẩm
- In Grace Lover (은혜로운 사랑 속에서)
- Democraticism founder days (민주건국의 나날에)
- Historical rememories of great loves (위대한 사랑의 력사를 되새기며)